# Buk Buk
Buk Buk was een jongerencentrum in het Nederlandse dorp Heiloo, dat vooral bekendheid genoot als poppodium. Het is in 1968 ontstaan in het Bruno-gebouw, dat eigendom was van de Walfridus Parochie te Heiloo. Naast Buk Buk was in dit pand ook een jeugdhonk gevestigd.
Buk Buk is ontstaan als café voor katholieke jongeren, gevestigd onder de hanenbalken van het gebouw. Men moest om in het café te komen twee keer bukken, wat leidde tot de bijnaam en later naam van het café. In een later stadium werd de exploitatie van het pand overgedragen aan de stichting Jeugd en Jongeren Heiloo, die het pand ging exploiteren onder de naam Buk Buk. In plaats van barkrukken hingen er aan de balken voor de bar schommels. Aanvankelijk heette Buk Buk voluit Jongerensociëteit Buk-Buk en traden er amateurcabaretgroepjes op en werd er muziek gemaakt, onder andere op de op de zolder staande piano. Nadat rond 1973 de bezoekersaantallen waren teruggelopen, werd het interieur verbouwd.
Gaandeweg werden de activiteiten uitgebreid en ging men ook concerten organiseren. Ten minste vanaf 1980 geniet Buk Buk daardoor een meer dan lokale bekendheid als podium en werd gerekend tot de belangrijkere poppodia van Noord-Holland. Vele lokale bands hebben daar hun eerste schreden gezet naar lokale en regionale roem.
Enkele landelijk bekende artiesten/groepen die in Buk Buk hebben opgetreden:

Anouk, DI-RECT, Bettie Serveert, Gruppo Sportivo, Bintangs, Hans Dulfer, IsOokSchitterend, Jovink en de Voederbietels, Julian Sas, Drs. P en Jan Akkerman.
In 2015 volgde sluiting.